# La piel que habito
Pour plus de détails, voir Fiche technique et Distribution.
La piel que habito (litt. « La Peau que j'habite ») est un thriller psychologique coécrit, coproduit et réalisé par Pedro Almodóvar, sorti en 2011. Il s’agit de l’adaptation du roman Mygale de l'écrivain français Thierry Jonquet.
Le film suit Robert Ledgard, un chirurgien esthétique, qui met au point une peau synthétique, technique révolutionnaire qui conforte sa réputation. Mais il garde le secret sur les tests qu'il a menés sur une femme cobaye, Vera, qui vit enfermée dans son manoir dans la région de Tolède. La relation entre le médecin et sa patiente est trouble et mal vue de la seule personne à détenir le secret : Marilia, la fidèle servante du chirurgien.
Le film fait partie de la sélection officielle du 64e festival de Cannes en 2011.

## Synopsis
L'action se passe en 2012. Un éminent chirurgien esthétique, Robert Ledgard tente depuis douze ans de créer une peau synthétique qui aurait pu sauver son épouse, grièvement brûlée. Il réussit à créer un épiderme viable qui apparaît être d'une formidable résistance face aux agressions extérieures : piqûres de moustiques, brûlures… Néanmoins, comme tout scientifique, le docteur Ledgard a besoin d'un cobaye. Il s’agit de sa dévouée patiente Vera, qu'il détient captive dans une chambre de son manoir, dans la région de Tolède. Seule Marilia, la servante du médecin, est au courant de cette relation qu'elle voit d'un mauvais œil.
Un soir de carnaval où Robert est absent, Zeca, le fils de Marilia, arrive pour se cacher dans la maison : il a été reconnu sur la vidéo d'un cambriolage et veut échapper à la police. Marilia accepte de l'aider temporairement. Zeca remarque Vera sur les images de vidéo-surveillance du manoir et croit reconnaître la femme de Ledgard, qui fut son amante avant sa mort. Zeca ligote alors sa mère et entre dans la chambre de la femme pour la violer. Quand Robert rentre chez lui, il les surprend et tue Zeca d'une balle. Il part se débarrasser du corps, laissant Marilia et Vera seules au manoir.
Marilia commence alors à se confier : elle est la mère biologique de Robert, bien qu'il l'ignore. Des années auparavant, Zeca a eu une liaison avec la femme de Robert ; ensemble, ils ont tenté de fuir, mais ont eu un grave accident de voiture. Zeca a pu en réchapper et s'enfuir mais la femme de Robert a brûlé vive dans la voiture. Sauvée in extremis, elle a survécu plusieurs mois avant de se défenestrer en surprenant son reflet dans une vitre. Norma, sa fille, a été témoin de la scène et a alors sombré dans une grande détresse psychologique.
Deux flashbacks expliquent ensuite ce qui s'est passé en 2006 : Robert choisit de se faire accompagner de sa fille, encore fragile, à un mariage. Cette dernière croise du regard Vicente, un séduisant styliste dépendant aux médicaments. Les deux jeunes se plaisent, mais quand Vicente tente de coucher avec elle dans le parc du château, Norma s'affole et Vicente la frappe et l'assomme par accident. Pris de panique, Vicente s’enfuit mais Robert est témoin de la scène. Norma sombre à nouveau dans la dépression et retourne en hôpital psychiatrique. Robert kidnappe alors Vicente et le retient prisonnier dans une cave jusqu'au jour où Norma se suicide. La vengeance de Robert commence alors lentement : il fait subir à Vicente contre son gré de multiples opérations chirurgicales pour lui faire changer de sexe et le transformer en sosie parfait de sa femme.
En 2012, Vicente est devenu Vera et feint la soumission en acceptant de rejoindre Robert dans son lit.
Un jour, Fulgencio, collègue chirurgien de Robert qui a participé aux opérations sans en connaître le contexte, reconnait le visage de Vicente sur un avis de recherche. Mettant en doute l’innocence de Robert, il le menace de révéler l'affaire au grand jour, mais Robert et Vera le menacent et le font fuir. Robert a désormais toute confiance en Vera. Mais la vision de l’avis de recherche a bouleversé Vera et le soir même, elle s'empare d'un revolver, tue Robert et Marilia et s’enfuit pour retrouver sa mère.

## Fiche technique
- Titre original : La piel que habito
- Réalisation : Pedro Almodóvar
- Scénario : Pedro Almodóvar et Agustin Almodovar[2], d’après le roman Mygale de Thierry Jonquet
- Musique : Alberto Iglesias
- Décors : Antxon Gómez
- Costumes : Jean-Paul Gaultier
- Montage : José Salcedo
- Production : Agustín Almodóvar et Pedro Almodóvar
- Société de production : El Deseo S.A.
- Pays de production :  Espagne
- Langue originale : espagnol
- Genre : Drame et Thriller et Psychologie
- Durée : 117 minutes
- Date de sortie :
  - France : 17 août 2011
  - Espagne : 2 septembre 2011
- Classification
  - France : déconseillé aux moins de 12 ans

## Distribution

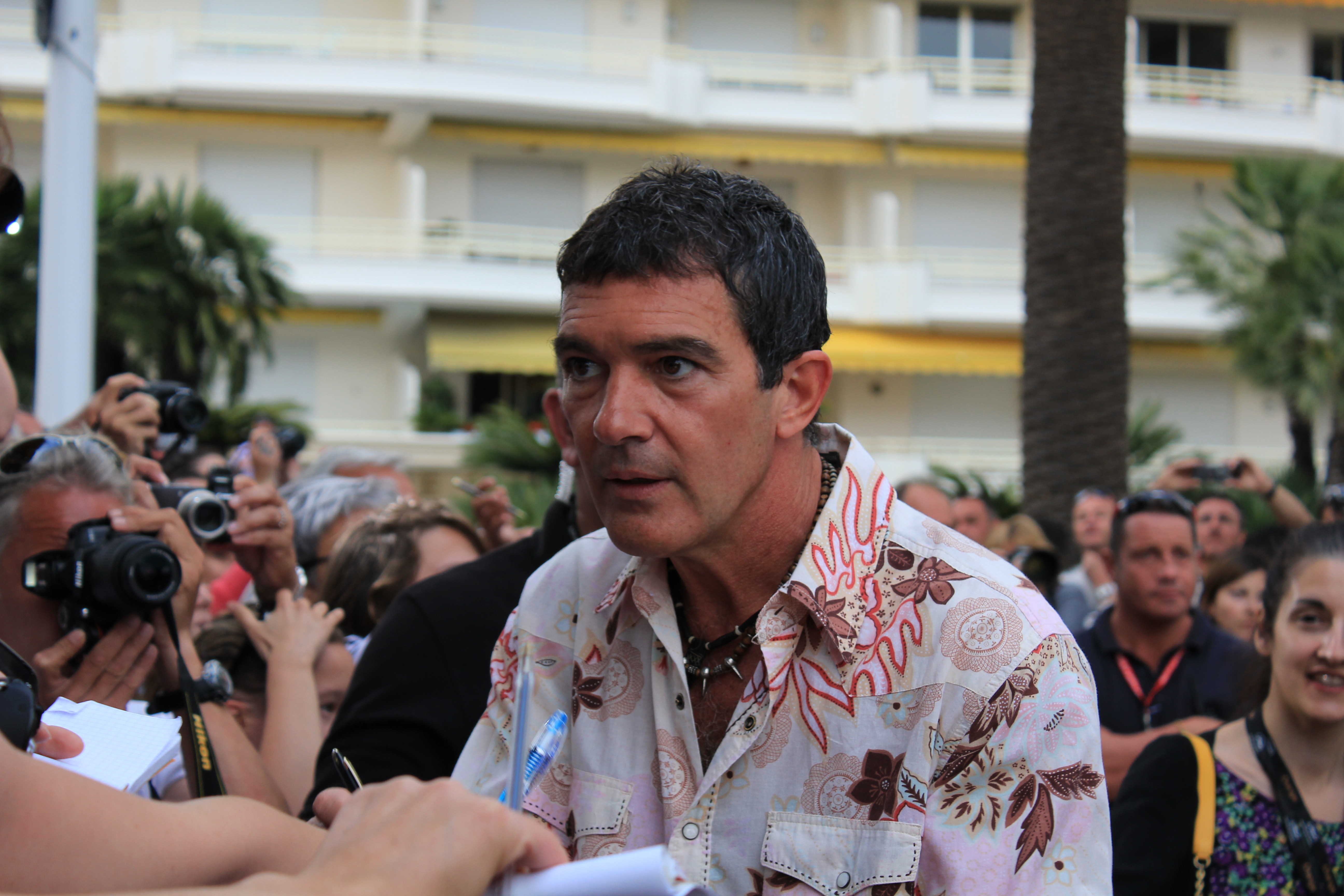
Le film marque les retrouvailles de l'acteur Antonio Banderas avec Almodovàr.

- Antonio Banderas (VF : Bernard Gabay) : Dr Robert Ledgard
- Elena Anaya (VF : Daniela Labbé-Cabrera / Jean-Christophe Dollé) : Vera Cruz
- Marisa Paredes (VF : Frédérique Cantrel) : Marilia
- Jan Cornet (VF : Jean-Christophe Dollé) : Vicente
- Blanca Suárez : Norma
  - Ana Mena : Norma, enfant
- Roberto Álamo (VF : Laurent Hugny) : Zeca
- Bárbara Lennie (VF : Béatrice Chéramy) : Cristina
- Susi Sánchez (VF : Anne Plumet) : la mère de Vicente
- Eduard Fernández (VF : Patrice Baudrier) : Fulgencio
- José Luis Gómez : le président de l'Institut de Biotechnologie
- Fernando Cayo : le psychiatre de Norma
- Concha Buika : elle-même

Version française
Studio de doublage : Dubbing Brothers
Direction artistique : Isabelle Brannens
Adaptation : Françoise Monier et Nelson Calderon
Source et légende : Fiche doublage (VF) sur Allo Doublage

## Production

### Genèse et développement
Le film est une adaption du roman Mygale de l'écrivain français Thierry Jonquet.
Pedro Almodóvar a cité le film Les Yeux sans visage de Georges Franju (1962) comme influence majeure pour La piel que habito. Il dit par exemple dans une interview : « J’avais en tête Les yeux sans visage de Georges Franju pendant que j’écrivais le film et aussi quand j’ai commencé à penser au tournage. Je crois que, probablement, si on veut parler de référence à un autre film, l’unique référence claire et concrète était précisément ce film, Les yeux sans visage, que je connais par cœur ». Almodóvar demande aussi à Banderas de s'inspirer de la prestation d'Alain Delon dans Le Cercle rouge pour devenir « glacial, calculateur, tout en retenue et en économie ».
Le film serait aussi inspiré du conte Véra tiré des Contes cruels de Villiers de l'Isle-Adam[réf. nécessaire].

### Musique
La musique originale est composée par Alberto Iglesias.
Des extraits musicaux sont aussi inclus dans le film :
- Between The Bars de Chris Garneau.
- Shades of Marble de Trentemøller.
- Por El Amor De Amar et Se Me Hizo Fácil de Concha Buika.

## Distinctions
- Festival de Cannes 2011
  - Présenté en compétition pour la Palme d'or
  - Prix Vulcain de l'artiste technicien pour le directeur de la photographie José Luis Alcaine
  - Prix de la jeunesse
- Nomination au Golden Globe du meilleur film étranger 2012
- Prix Goya 2012 :
  - Meilleure actrice pour Elena Anaya
  - Meilleur espoir masculin pour Jan Cornet
  - Meilleure musique pour Alberto Iglesias
  - Meilleurs maquillages et coiffures pour Karmele Soler, David Martí et Manolo Carretero
- BAFTA du meilleur film étranger en 2012